# São Pedro (kommun i Brasilien, Rio Grande do Norte)
São Pedro är en kommun i Brasilien.   Den ligger i delstaten Rio Grande do Norte, i den östra delen av landet, 1 700 km nordost om huvudstaden Brasília. Antalet invånare är 6 223.
Omgivningarna runt São Pedro är huvudsakligen savann. Runt São Pedro är det ganska tätbefolkat, med 86 invånare per kvadratkilometer.